# Ordine della Spada e del Silenzio
L'Ordine della Spada e del Silenzio è un ordine religioso cavalleresco fondato da Guido di Lusignano, con il fine di riconquistare Gerusalemme. Fu di collazione della casa reale di Cipro.

## Storia

### Nascita dell'Ordine

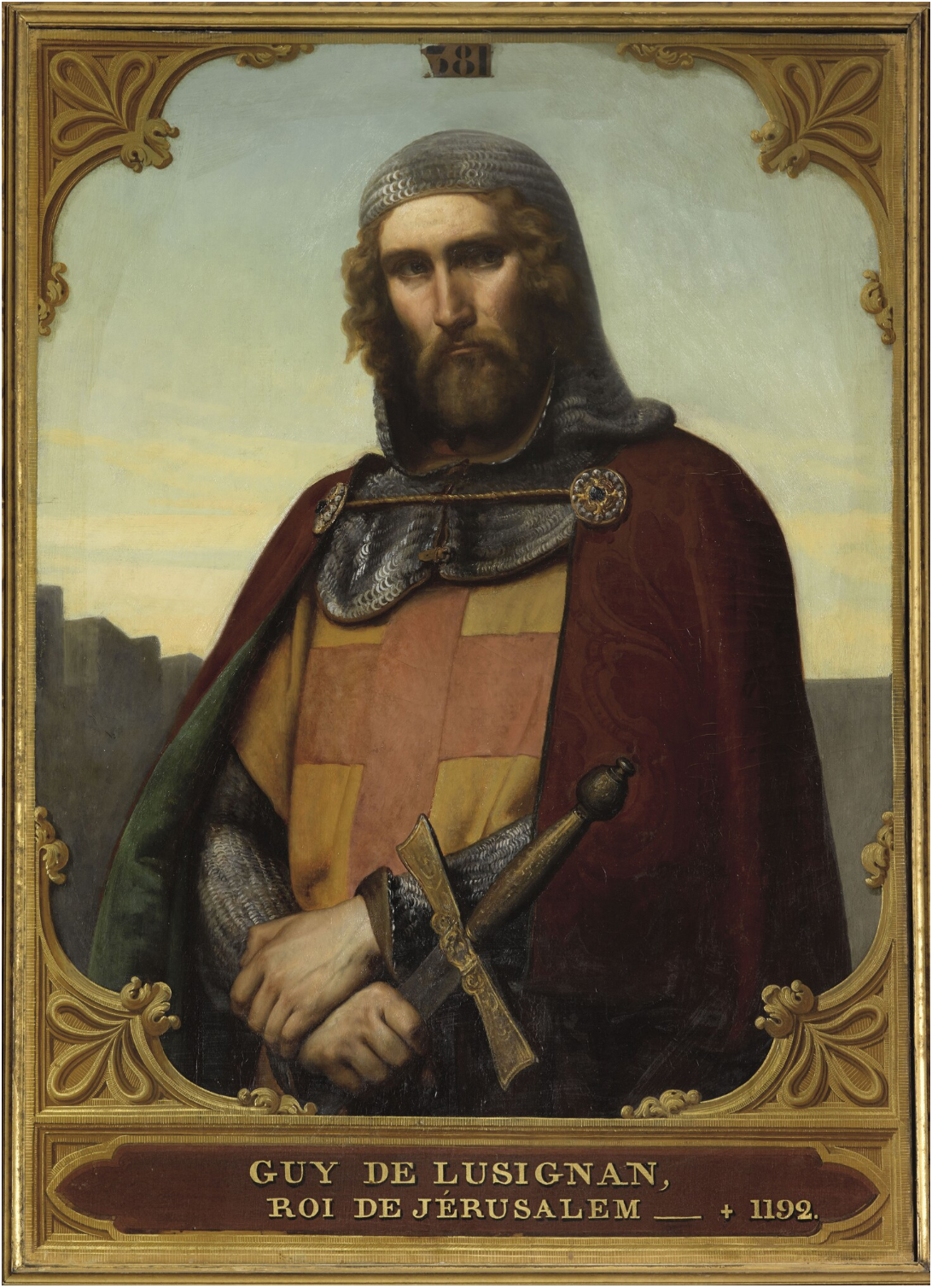
Ritratto del re Guido di Lusignano, fondatore dell'Ordine della Spada e del Silenzio
François-Édouard Picot, 1845 circa (Reggia di Versailles)

Nell'anno di grazia 1193 (confermato anche nel Trattato della Cavalleria edito ad Amsterdam nel 1721), ricorrendo la festività dell'Ascensione, nella Cattedrale di Nicosia, dedicata a Santa Sofia, Guido di Lusignano, Gran Contestabile del Regno di Cipro e già re di Gerusalemme, con 300 feudatari e baroni di varie nazionalità ma prevalentemente francesi, fondava il Reale Ordine di Cipro con l'intento di commemorare l'inizio della sovranità, concessa da Riccardo Cuor di Leone, dei Lusignano su Cipro.
Con particolare fasto e religiosa solennità venne celebrata la cerimonia, che impegnava e legava i sudditi alla difesa della fede e del Regno e a portare le popolazioni indigene in seno alla Chiesa Cattolica, per sempre più accrescere la potenza e il decoro della dinastia.
Il Contestabile del Regno e, in sua assenza il più anziano Barone Cavaliere, potevano conferire le nomine, ricevendo dai nuovi cavalieri il prescritto giuramento, che era quello espresso nell'orazione pronunciata da Guido di Lusignano al momento della fondazione dell'ordine nel corso della cerimonia nella Cattedrale di Santa Sofia in Nicosia.

### Il giuramento
"...si dà la Collana dell'Ordine e Spada, perché (... il Cavaliere sia) impegnato al mantenimento della Chiesa Cattolica Apostolica Romana, per lo servigio del Re, per lo sostegno della Giustizia, per la protezione a la difesa delle vedove e degli orfani e per la tranquillità del popolo". (Santamaria - Dissertaxioni storiche e critiche sopra la Cavalleria Antica e Moderna - 1761, pagg. 133 a 134).

### Cavalieri della Spada e del Silenzio
L'investitura impegnava i cavalieri a opporsi a sbarchi e invasioni dell'isola, alle scorrerie degli infedeli, alla conservazione del regno e alla loro fedeltà, "in silenzioso agire", talché l'ordine fu detto anche "della Spada a del Silenzio": l'insegna era appunto una collana composta di nodi di Salomone in seta bianca con intrecciate le lettere "R" e "S" scolpite in oro e, pendente dalla collana, un medaglione ovale in oro, contenente una spada dalla lama d'argento, incrocicchiata dalla lettera "S".
Gli Statuti dell'Ordine prescrivevano inoltre l'esercizio delle armi per la difesa della Religione, il più assoluto segreto sugli affari di Stato a dell'Ordine che essi trattavano, la costante lealtà verso il Sovrano, il dovere di difendere i poveri ed i deboli, applicandosi alla pratica volontaria della carità.
Il motto originale dell'Ordine era "POUR LIALTÉ MAINTENIR" (riportato anche al Castello di Asolo ove la regina Caterina Cornaro trascorse i suoi ultimi anni) mentre sul simbolo dell'ordine campeggiava "PRO FIDE SERVANDA".
Ai cavalieri fu data la Regola di san Basilio. Gran Maestri dell'ordine erano gli stessi re.
L'Ordine si distinse per lo splendore della sua origine regale, i titoli di nobiltà, il valore militare e le ricchezze dei suoi appartenenti. Estese il suo potere e le sue considerevoli fortune non solo nell'isola di Cipro, ma in tutta l'Europa; infatti, come si rileva dalle cronache del tempo, vennero decorati delle sue insegne i membri delle più illustri famiglie, specialmente italiane a francesi data l'intensa attività non solo militare ma anche diplomatica a commerciale che i Re di Cipro svolsero per parecchi secoli con la Curia romana a molti Stati europei.

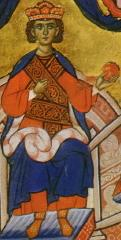
Enrico II di Cipro

Con Ugo III, discendente dai Principi d'Antiochia, il Regno di Cipro visse tempi di splendore; nonostante le pretese e la rivalità di Maria d'Antiochia e di Carlo d'Angiò, egli si impadronì del trono di Gerusalemme allora vacante. Ma i Maomettani incombevano e lo costrinsero ad asserragliarsi nella sua Isola, dove si manifestò mecenate non comune nelle belle arti e con la costruzione di importanti monumenti. Quando il Gran Maestro dell'Ordine di Malta, Giovanni de Villiers, non volendo abbandonare il campo della lotta nel Levante Mediterraneo, trovò sicuro rifugio in Limisso, ebbe possibilità grazie a Re Enrico II, figlio di Ugo, di riorganizzarsi talché l'Ordine di Malta (San Giovanni di Gerusalemme) da milizia terrestre si trasformò in una organica a perfetta armata navale, richiamando da varie nazioni nuovi Cavalieri. Il suo successore, Folco di Villaret, suo nipote, constatato che l'Ordine non poteva rimanere vassallo del Re di Cipro, si trasferì a Rodi, dove con l'aiuto di navi genovesi a cipriote, dopo un breve assedio tolse tale isola al decadente Impero Bizantino, nell'anno 1308.
In continua evoluzione, il regno di Cipro si valse anche degli apporti culturali italiani, tramite le repubbliche marinare. Nobili e alti funzionari francesi, italiani e tedeschi entrarono in quei periodi a far parte del Reale Ordine dei Cavalieri di Cipro contribuendo allo sviluppo del Regno di Cipro e della Cristianità. Genova e Venezia, in particolare, ebbero parte preponderante non solo nei commerci, ma anche nelle vicende politiche dell'isola, sicché nel XIII e XIV secolo Cipro fu regione di insediamento e di propagazione della civiltà occidentale. 

### Cipro, i Cavalieri di Cipro e la Serenissima

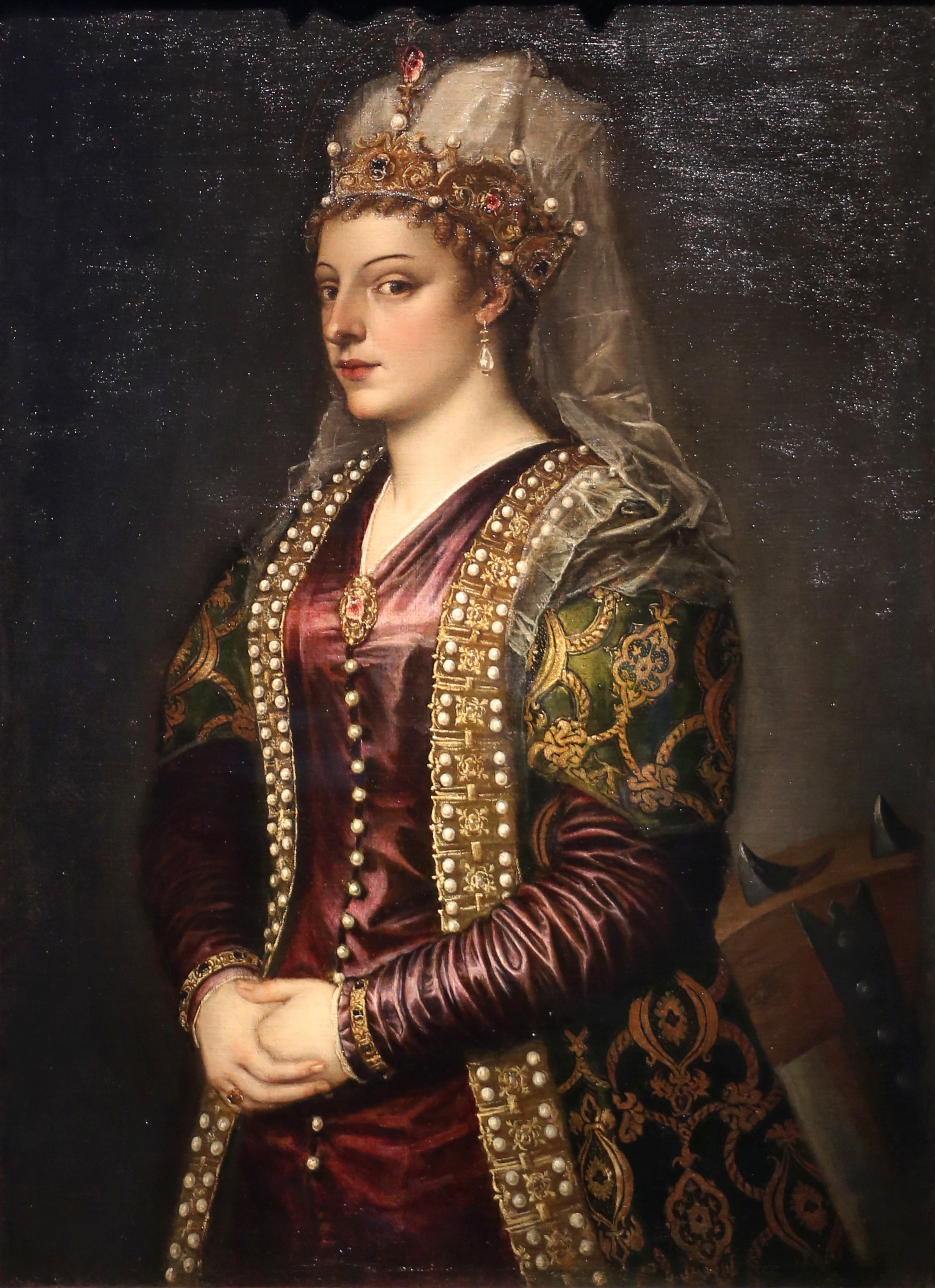
Ritratto di Caterina Cornaro di Tiziano, 1542, Galleria degli Uffizi, Firenze

Intorno al 1470 Re Giacomo II cercò l'alleanza diretta con Venezia e nel 1472 sposò la veneziana Caterina Cornaro, pronipote del Doge Marco e figlia adottiva della Repubblica, la quale portò in dote ben centomila ducati. Giacomo II muore nel 1473 lasciando la moglie Caterina incinta. La Regina Caterina Cornaro governò in nome del figlio Giacomo III, che poco dopo morì anch'esso. Per quattordici anni la regina Caterina rimase sul trono di Cipro sotto il protettorato della Serenissima.
Nel 1488 Caterina Cornaro cedette l'Isola come "stato da mar" a Venezia e si ritirò ad Asolo, con al seguito la scorta dei Cavalieri di Palazzo, "dove tenne splendida corte".
Dopo la morte di Caterina Cornaro, l'Ordine fu sotto il diretto controllo dei Dogi, che assunsero quindi anche la carica di Gran Maestro. Tale Magistero si protrasse fino al 1797 con Doge Lodovico Manin, centoventesimo e ultimo Doge di Venezia prima dell'era napoleonica.

### Cavalieri di Cipro oggi
Il 18 novembre 1948 S.E. Federico Cornaro (1890-1961), magistrato in Torino, legittimo discendente e depositario del patrimonio araldico della reale dinastia Lusignano-Cornaro, conforma e riattiva il Reale Ordine di Cipro detto della Spada e del Silenzio nella neo Repubblica Italiana con A. P. 410 vol. 723 (G.U. 141 del 23.11.1948) assumendo la carica di Serenissimo Gran Maestro.
A Federico Cornaro succede, nel 1961, come Gran Maestro, il Marchese Aldo Camnasio de Vargas e la sede dell'Ordine viene trasferita a Milano.
Sotto l'egida del Reale Ordine di Cipro il 9 novembre 1982 (A.P. n. 3241) viene istituita l'Associazione Internazionale dei Cavalieri di Cipro.
S.E. il Marchese Camnasio governa l'Ordine fino al raggiungimento dei 90 anni d'età.
Nel 1994 come Gran Maestro viene designato S.E. Mario Menegazzi, persona di grandi idee e nobili ideali che, dopo pochi mesi, viene a mancare. La sede viene portata a Rivoli, in provincia di Torino.
In occasione della investitura di primavera del 1995, i Senatori del Gran Magistero elevano alla carica di Gran Maestro il di lui figlio, S.E. Flavio Menegazzi.
Sotto questo Magistero, Ordine e Associazione iniziano un processo di espansione in Italia e all'estero.
Nel gennaio 2003, in ottemperanza alle nuove disposizioni legislative sulle Associazioni (L. 7.12.2000 n. 383), il Reale Ordine di Cipro detto della Spada e del Silenzio promuove la costituzione di una nuova organizzazione denominata "Associazione del Reale Ordine di Cipro detto della Spada e del Silenzio".
S.E. il Serenissimo Gran Maestro Flavio Menegazzi, unico e legittimo rappresentante del Reale Ordine di Cipro detto della Spada e del Silenzio, con espresso decreto del XII/2002, non riconosce in Italia nessuna altra rappresentanza o associazione dei Cavalieri di Cipro detti anche Cavalieri della Spada e del Silenzio così come tramandato dai reali Lusignano e Corner di Cipro.